# Hans Zultner
Hans Zultner (n. 27 decembrie 1930, Sighișoara, județul Târnava Mare) este un fost handbalist și antrenor originar din România, care trăiește actualmente în Republica Federală Germania la Heilbronn.
De etnie germană, a absolvit liceul pedagogic german Bischof Teutsch din Sighișoara (actualul liceu Josef Haltrich). Cu toate că această absolvire i-ar fi dat dreptul să lucreze ca profesor, a ales drumul studiilor superioare, terminând Facultatea de Educație Fizică și Sport, ICEF, în anul 1955 la București, oraș unde a activat ca membru al echipei de handbal C.C.A., echipa armatei, echipă cu care a câștigat campionatul național în 1951.
Încă din timpul liceului a fost membru al echipei sighișorene de handbal Victoria (seniori) cu care a cucerit titlul național la handbal în anul 1948.
Din anul 1956 a fost profesor de educație fizică la liceul alma mater, unde i-a descoperit printre alții pe Roland Gunesch, viitor campion mondial și vice-campion olimpic, membru al echipei naționale de handbal a României.
A emigrat în anul 1972 în RFG, unde a continuat să fie antrenor de handbal și profesor de educație fizică și sport timp de 22 de ani.